# 1000 km del Nürburgring
La ADAC 1000 km Nürburgring è una gara di durata per vetture sport prototipo e Gran Turismo disputata sul circuito del Nürburgring in Germania e organizzata dall'ADAC (l'Automobil Club tedesco) sin dal 1953.

## Storia
Disputata inizialmente sui tradizionali 22.8 km di lunghezza del Nordschleife ("Anello nord") la competizione toccava normalmente i 44 giri di distanza e le 8 ore di durata, con le edizioni successive la durata scese a 6 ore.
La prima edizione della gara fu valida per il Campionato Mondiale Sportprototipi e vinta da Alberto Ascari e Nino Farina su Ferrari. A causa della scarsa popolarità, la gara non fu disputata nei successivi due anni. Divenne però molto popolare tra gli anni sessanta e settanta.
Il 30 maggio 1970 durante le prove mori il pilota finlandese Hans Laine a bordo di una Porsche 908/02 che uscì di pista andando a sbattere contro il guardrail e si incendiò, e il pilota non riuscì più ad uscire.
L'ultima corsa disputata sul Nordschleife nel 1983 fu vinta da una Porsche 956, ma la lunghezza del tracciato era minore: in quell'anno iniziarono i lavori per realizzare la nuova pista da Gran Premi di 4,5 km (che utilizzava solo una porzione del breve rettilineo dei box del precedente circuito) e, contestualmente, una bretella di collegamento riduceva la lunghezza della Nordschleife a 20,832 km.
Fin dal 1984, la 1000 km venne disputata nel nuovo e più corto Grand-Prix-Strecke, mentre la 24 Ore del Nürburgring rimase nel leggendario tracciato lungo. Nel 1989, la 1000 km venne ridotta a 480 km, mentre nel 1991 fu portata a 430 km sino alla chiusura del Campionato Mondiale Sportprototipi.
Nel 2000, la 1000 km riprese e la gara venne inclusa nel nuovo campionato European Le Mans Series (ELMS), la versione europea del campionato statunitense American Le Mans Series o (ALMS). In una edizione bagnata, la inusuale Panoz Spyder di Jan Magnussen e David Brabham vinse, davanti a una BMW V12 LMR, a una Audi R8 e a una seconda Panoz.
Dall'edizione svoltasi il 4 settembre 2005, la 1000 km fa parte del campionato Le Mans Series (LMS).
La 500 km Nürburgring fu una gara disputata anche da vetture prototipi più piccole durante tutti gli anni 60 e 70. I vincitori coprivano 4 ore di durata e 500 km di distanza.

## Vincitori
| Anno                                  | Piloti                                                | Team                                    | Auto                                    | Tempo                                   | Campionato                                                          | Resoconto                               |
| distanza 1000 km, circuito di 22.8 km | distanza 1000 km, circuito di 22.8 km                 | distanza 1000 km, circuito di 22.8 km   | distanza 1000 km, circuito di 22.8 km   | distanza 1000 km, circuito di 22.8 km   | distanza 1000 km, circuito di 22.8 km                               | distanza 1000 km, circuito di 22.8 km   |
| ------------------------------------- | ----------------------------------------------------- | --------------------------------------- | --------------------------------------- | --------------------------------------- | ------------------------------------------------------------------- | --------------------------------------- |
| 1953                                  | Alberto Ascari Nino Farina                            | Automobili Ferrari                      | Ferrari 375MM Spyder                    | 8:20:44.000                             | Campionato Mondiale Sportprototipi                                  | Resoconto                               |
| 1954-1955                             | Non disputata                                         | Non disputata                           | Non disputata                           | Non disputata                           | Non disputata                                                       | Non disputata                           |
| 1956                                  | Piero Taruffi Harry Schell Jean Behra Stirling Moss   | Officine Alfieri Maserati               | Maserati 300S                           | 7:43:54.400                             | Campionato Mondiale Sportprototipi German Sportscar Championship    | Resoconto                               |
| 1957                                  | Tony Brooks Noël Cunningham-Reid                      | David Brown                             | Aston Martin DBR1                       | 7:33:38.200                             | Campionato Mondiale Sportprototipi                                  | Resoconto                               |
| 1958                                  | Stirling Moss Jack Brabham                            | David Brown                             | Aston Martin DBR1                       | 7:23:33.000                             | Campionato Mondiale Sportprototipi                                  | Resoconto                               |
| 1959                                  | Stirling Moss Jack Fairman                            | David Brown                             | Aston Martin DBR1                       | 7:33:18.000                             | Campionato Mondiale Sportprototipi                                  | Resoconto                               |
| 1960                                  | Stirling Moss Dan Gurney                              | Camoradi USA                            | Maserati Tipo 61                        | 7:31:40.500                             | Campionato Mondiale Sportprototipi                                  | Resoconto                               |
| 1961                                  | Lloyd Casner Masten Gregory                           | Camoradi USA                            | Maserati Tipo 61                        | 7:51:39.200                             | Campionato Mondiale Sportprototipi                                  | Resoconto                               |
| 1962                                  | Phil Hill Olivier Gendebien                           | SpA Ferrari SEFAC                       | Ferrari 246 SP                          | 7:33:27.700                             |                                                                     | Resoconto                               |
| 1963                                  | John Surtees Willy Mairesse                           | SpA Ferrari SEFAC                       | Ferrari 250 P                           | 7:32:18.000                             | Campionato Mondiale Sportprototipi                                  | Resoconto                               |
| 1964                                  | Ludovico Scarfiotti Nino Vaccarella                   | SpA Ferrari SEFAC                       | Ferrari 275 P                           | 7:08:27.000                             | Campionato Mondiale Sportprototipi                                  | Resoconto                               |
| 1965                                  | John Surtees Ludovico Scarfiotti                      | SpA Ferrari SEFAC                       | Ferrari 330 P2                          | 6:53:05.400                             | Campionato Mondiale Sportprototipi                                  | Resoconto                               |
| 1966                                  | Phil Hill Jo Bonnier                                  | Chaparral Cars Inc.                     | Chaparral 2D-Chevrolet                  | 6:58:47.600                             | Campionato Mondiale Sportprototipi                                  | Resoconto                               |
| 1967                                  | Joe Buzzetta Udo Schütz                               | Porsche System Engineering              | Porsche 910                             | 6:54:12.900                             | Campionato Mondiale Sportprototipi                                  | Resoconto                               |
| 1968                                  | Vic Elford Jo Siffert                                 | Porsche System Engineering              | Porsche 908                             | 6:34:06.300                             | Campionato Mondiale Sportprototipi                                  | Resoconto                               |
| 1969                                  | Jo Siffert Brian Redman                               | Porsche System Engineering              | Porsche 908/02                          | 6:11:02.300                             | Campionato Mondiale Sportprototipi                                  | Resoconto                               |
| 1970                                  | Vic Elford Kurt Ahrens, Jr.                           | Porsche Salzburg                        | Porsche 908/03                          | 6:05:21.200                             | Campionato Mondiale Sportprototipi                                  | Resoconto                               |
| 1971                                  | Vic Elford Gérard Larrousse                           | Martini Racing                          | Porsche 908/03                          | 5:51:49.300                             | Campionato Mondiale Sportprototipi                                  | Resoconto                               |
| 1972                                  | Ronnie Peterson Tim Schenken                          | SpA Ferrari SEFAC                       | Ferrari 312 PB                          | 6:01:40.200                             | Campionato Mondiale Sportprototipi Deutsche Rennsport Meisterschaft | Resoconto                               |
| 1973                                  | Jacky Ickx Brian Redman                               | SpA Ferrari SEFAC                       | Ferrari 312 PB                          | 5:36:53.400                             | Campionato Mondiale Sportprototipi Deutsche Rennsport Meisterschaft | Resoconto                               |
| 1974                                  | Jean-Pierre Jarier Jean-Pierre Beltoise               | Equipe Gitanes                          | Matra-SIMCA MS670C                      | 4:07:24.100†                            | Campionato Mondiale Sportprototipi Deutsche Rennsport Meisterschaft | Resoconto                               |
| 1975                                  | Arturo Merzario Jacques Laffite                       | Willi Kauhsen Racing Team               | Alfa Romeo 33TT12                       | 5:41:14.100                             | Campionato Mondiale Sportprototipi                                  | Resoconto                               |
| 1976                                  | Albrecht Krebs Dieter Quester                         | Schnitzer Motorsport                    | BMW 3.5 CSL                             | 6:38:20.600                             | Campionato Mondiale Sportprototipi                                  | Resoconto                               |
| 1977                                  | Rolf Stommelen Tim Schenken Toine Hezemans            | Gelo Racing                             | Porsche 935                             | 5:58:30.500                             | Campionato Mondiale Gran Turismo                                    | Resoconto                               |
| 1978                                  | Klaus Ludwig Hans Heyer Toine Hezemans                | Gelo Racing                             | Porsche 935/77                          | 5:55:46.600                             | Campionato Mondiale Sportprototipi                                  | Resoconto                               |
| 1979                                  | Manfred Schurti Bob Wollek John Fitzpatrick           | Gelo Racing                             | Porsche 935/77                          | 5:57:35.100                             | Campionato Mondiale Sportprototipi                                  | Resoconto                               |
| 1980                                  | Rolf Stommelen Jürgen Barth                           | Joest Racing                            | Porsche 908/4 Turbo                     | 5:52:15.100                             | Campionato Mondiale Sportprototipi                                  | Resoconto                               |
| 1981                                  | Hans-Joachim Stuck Nelson Piquet                      | GS Tuning                               | BMW M1 Gr.5                             | 2:16:50.860‡                            | Campionato Mondiale Sportprototipi                                  | Resoconto                               |
| 1982                                  | Michele Alboreto Teo Fabi Riccardo Patrese            | Martini Racing                          | Lancia LC1 Spyder                       | 5:54:10.830                             | Campionato Mondiale Sportprototipi                                  | Resoconto                               |
| distanza 1000 km, circuito di 20.8 km |                                                       |                                         |                                         |                                         |                                                                     |                                         |
| 1983                                  | Jochen Mass Jacky Ickx                                | Porsche Racing International            | Porsche 956                             | 5:26:34.630౺                            | Campionato Mondiale Sportprototipi                                  | Resoconto                               |
| distanza 1000 km, circuito di 4.5 km  |                                                       |                                         |                                         |                                         |                                                                     |                                         |
| 1984                                  | Stefan Bellof Derek Bell                              | Rothmans Porsche                        | Porsche 956                             | 6:00:43.590                             | Campionato Mondiale Sportprototipi Deutsche Rennsport Meisterschaft | Resoconto                               |
| 1985                                  | Non disputata                                         | Non disputata                           | Non disputata                           | Non disputata                           | Non disputata                                                       | Non disputata                           |
| 1986                                  | Henri Pescarolo Mike Thackwell                        | Kouros Racing Team                      | Sauber C8-Mercedes                      | 3:42:30.020*                            | Campionato Mondiale Sportprototipi                                  | Resoconto                               |
| 1987                                  | Eddie Cheever Raul Boesel                             | Silk Cut Jaguar                         | Jaguar XJR-8                            | 5:55:53.120                             | Campionato Mondiale Sportprototipi                                  | Resoconto                               |
| 1988                                  | Jean-Louis Schlesser Jochen Mass                      | Team Sauber Mercedes                    | Sauber C9-Mercedes                      | 5:53:00.600                             | Campionato Mondiale Sportprototipi                                  | Resoconto                               |
| distanza 480 km, circuito di 4.5 km   |                                                       |                                         |                                         |                                         |                                                                     |                                         |
| 1989                                  | Jean-Louis Schlesser Jochen Mass                      | Team Sauber Mercedes                    | Sauber C9-Mercedes                      | 2:47:14.599                             | Campionato Mondiale Sportprototipi                                  | Resoconto                               |
| 1990                                  | Jean-Louis Schlesser Mauro Baldi                      | Team Sauber Mercedes                    | Mercedes-Benz C11                       | 2:39:15.913                             | Campionato Mondiale Sportprototipi                                  | Resoconto                               |
| distanza 430 km, circuito di 4.5 km   |                                                       |                                         |                                         |                                         |                                                                     |                                         |
| 1991                                  | Derek Warwick David Brabham                           | Silk Cut Jaguar                         | Jaguar XJR-14                           | 2:23:41.028                             | Campionato Mondiale Sportprototipi                                  | Resoconto                               |
| 1992- 1999                            | Non disputata                                         | Non disputata                           | Non disputata                           | Non disputata                           | Non disputata                                                       | Non disputata                           |
| distanza 1000 km, circuito di 4.5 km  |                                                       |                                         |                                         |                                         |                                                                     |                                         |
| 2000                                  | Jan Magnussen David Brabham                           | Panoz Motor Sports                      | Panoz LMP1-Élan                         | 5:45:55.173                             | American Le Mans Series                                             | Resoconto                               |
| 2001 a 2003                           | Non disputata                                         | Non disputata                           | Non disputata                           | Non disputata                           | Non disputata                                                       | Non disputata                           |
| distanza 1000 km, circuito di 5.1 km  |                                                       |                                         |                                         |                                         |                                                                     |                                         |
| 2004                                  | Allan McNish Pierre Kaffer                            | Audi Sport UK Veloqx                    | Audi R8                                 | 6:00:32.645                             | Le Mans Series                                                      | Resoconto                               |
| 2005                                  | Tom Chilton Hayanari Shimoda                          | Zytek Motorsport                        | Zytek 04S                               | 6:01:06.739                             | Le Mans Series                                                      | Resoconto                               |
| 2006                                  | Jean-Christophe Boullion Emmanuel Collard Éric Hélary | Pescarolo Sport                         | Pescarolo C60-Judd                      | 6:01:26.300                             | Le Mans Series                                                      | Resoconto                               |
| 2007                                  | Stéphane Sarrazin Pedro Lamy                          | Team Peugeot Total                      | Peugeot 908 HDi (Diesel)                | 6:01:13.628                             | Le Mans Series                                                      | Resoconto                               |
| 2008                                  | Stéphane Sarrazin Pedro Lamy                          | Team Peugeot Total                      | Peugeot 908 HDi (Diesel)                | 5:44:48.174                             | Le Mans Series                                                      | Resoconto                               |
| 2009                                  | Jan Charouz Tomáš Enge Stefan Mücke                   | Aston Martin Racing                     | Lola-Aston Martin B09/60                | 5:57:26.595                             | Le Mans Series                                                      | Resoconto                               |
| 1000 km, circuito 25.4 km             |                                                       |                                         |                                         |                                         |                                                                     |                                         |
| 2010                                  | Wolfgang Pohl Daniel Schrey                           |                                         | Porsche Carrera RS                      | 7:00:42.248                             | FHR Langstreckencup                                                 | Resoconto                               |
| 1000 km, circuito 5.1 km              |                                                       |                                         |                                         |                                         |                                                                     |                                         |
| 2013                                  | Maximilian Buhk Maximilian Götz Bernd Schneider       | HTP Motorsport                          | Mercedes-Benz SLS AMG GT3               | 6:00:46.354                             | Blancpain Endurance Series                                          | Resoconto                               |
| 2014                                  | Laurens Vanthoor César Ramos Christopher Mies         | Belgian Audi Club Team WRT              | Audi R8 LMS ultra                       | 6:007:848                               | Blancpain Endurance Series                                          | Resoconto                               |
| 6h, circuito 5.1 km                   |                                                       |                                         |                                         |                                         |                                                                     |                                         |
| 2015                                  | Timo Bernhard Brendon Hartley Mark Webber             | Team Porsche                            | Porsche 919 Hybrid                      | 6:01:16.966                             | FIA World Endurance Championship                                    | Resoconto                               |
| 2016                                  | Timo Bernhard Brendon Hartley Mark Webber             | Team Porsche                            | Porsche 919 Hybrid                      | 6:01:16.183                             | FIA World Endurance Championship                                    | Resoconto                               |
| 2017                                  | Timo Bernhard Brendon Hartley Earl Bamber             | Team Porsche                            | Porsche 919 Hybrid                      | 6:00:09.607                             | FIA World Endurance Championship                                    | Resoconto                               |
| 2018-2019                             | Sostituita dalla 24 ore del Nurburgring               | Sostituita dalla 24 ore del Nurburgring | Sostituita dalla 24 ore del Nurburgring | Sostituita dalla 24 ore del Nurburgring | Sostituita dalla 24 ore del Nurburgring                             | Sostituita dalla 24 ore del Nurburgring |
| 2020                                  | Matteo Cairoli Christian Engelhart Sven Müller        | Dinamic motorsport                      | Porsche 911 GT3-R                       | 6:01:08.058                             | GT World Challenge Europe                                           | Resoconto                               |
| 3h, circuito 5,148 km                 |                                                       |                                         |                                         |                                         |                                                                     |                                         |
| 2021                                  | Mirko Bortolotti Andrea Caldarelli Marco Mapelli      | Orange 1 FFF Racing Team                | Lamborghini Huracán GT3 Evo             | 3:00:53.243                             | GT World Challenge Europe                                           | Resoconto                               |
| 2022                                  | Non disputata                                         | Non disputata                           | Non disputata                           | Non disputata                           | Non disputata                                                       | Non disputata                           |
| 3h, circuito 5,137 km                 |                                                       |                                         |                                         |                                         |                                                                     |                                         |
| 2023                                  | Raffaele Marciello Timur Boguslavskiy Jules Gounon    | AKKodis ASP Team                        | Mercedes-AMG GT3 Evo                    | 3:01:33.369                             | GT World Challenge Europe                                           | Resoconto                               |

† - 1974 La gara si disputò solamente per 750 km.

‡ - 1981 La gara si fermò dopo 17 giri per l'incidente fatale a Herbert Müller che causò anche danni alla pista.

౺ - Nel 1983 la gara si fermò dopo 25 giri per rimuovere i rottami della Sehcar SH C6 n°35 di Stuck/Brun e riprese per soli altri 19 giri e si disputarono solo 922 km.

* - Nel 1986 la gara fu fermata da una pioggia torrenziale e si disputarono solo 600 km.

## Galleria d'immagini

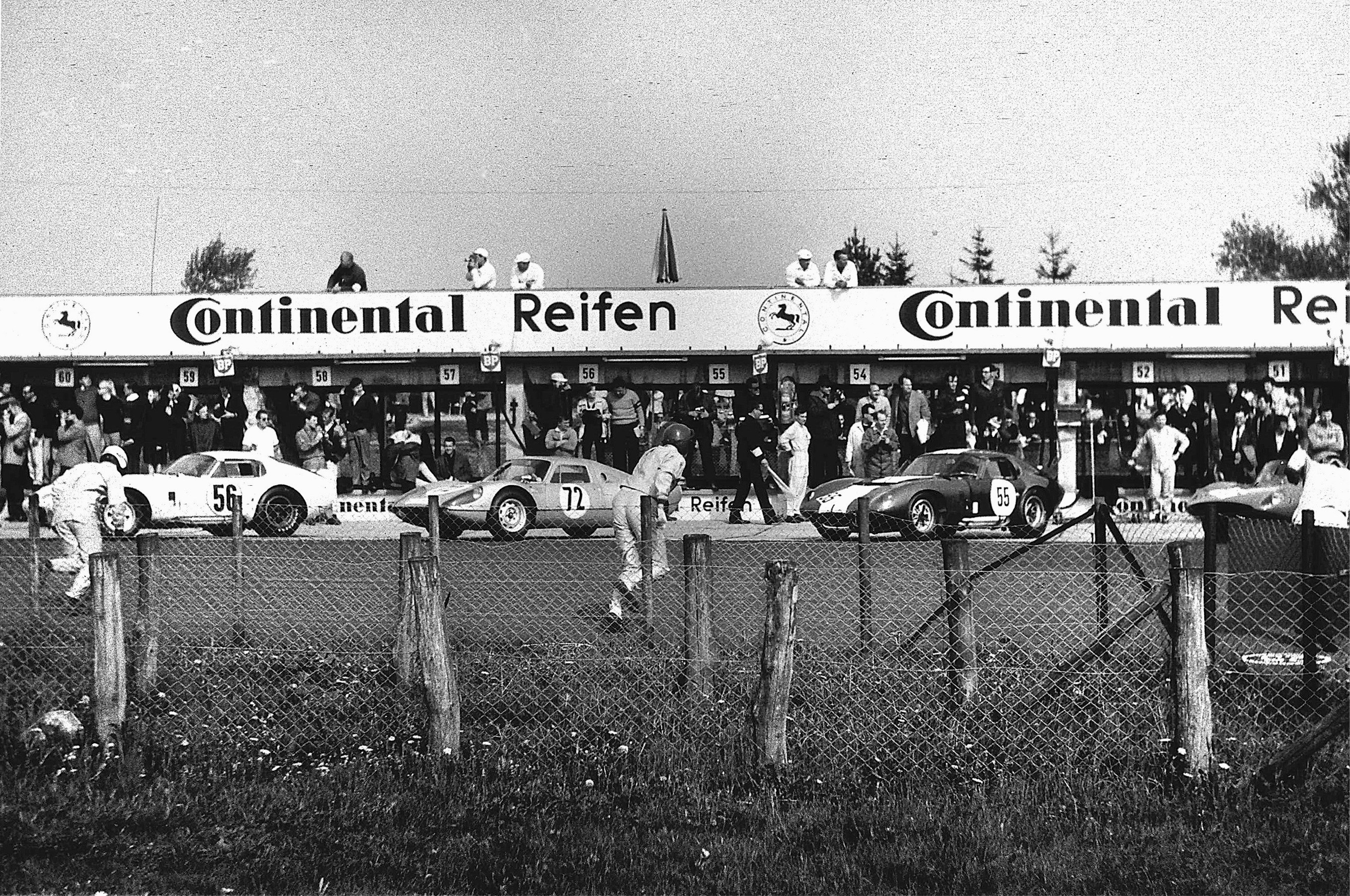
Le-Mans-Start1965
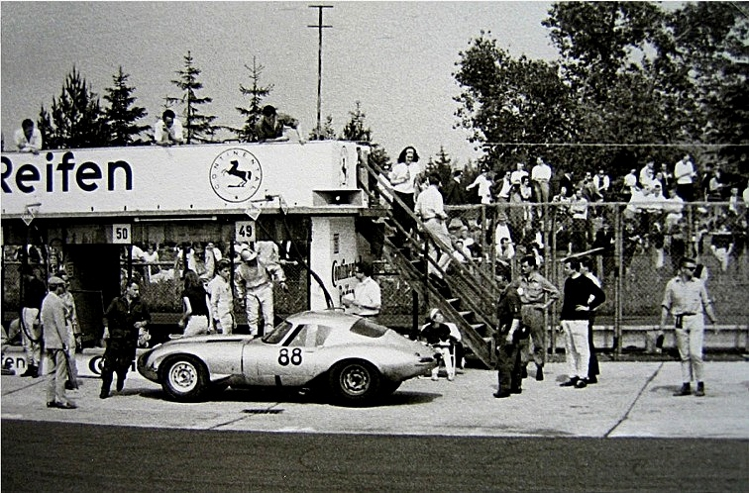
Pit stop anni 60
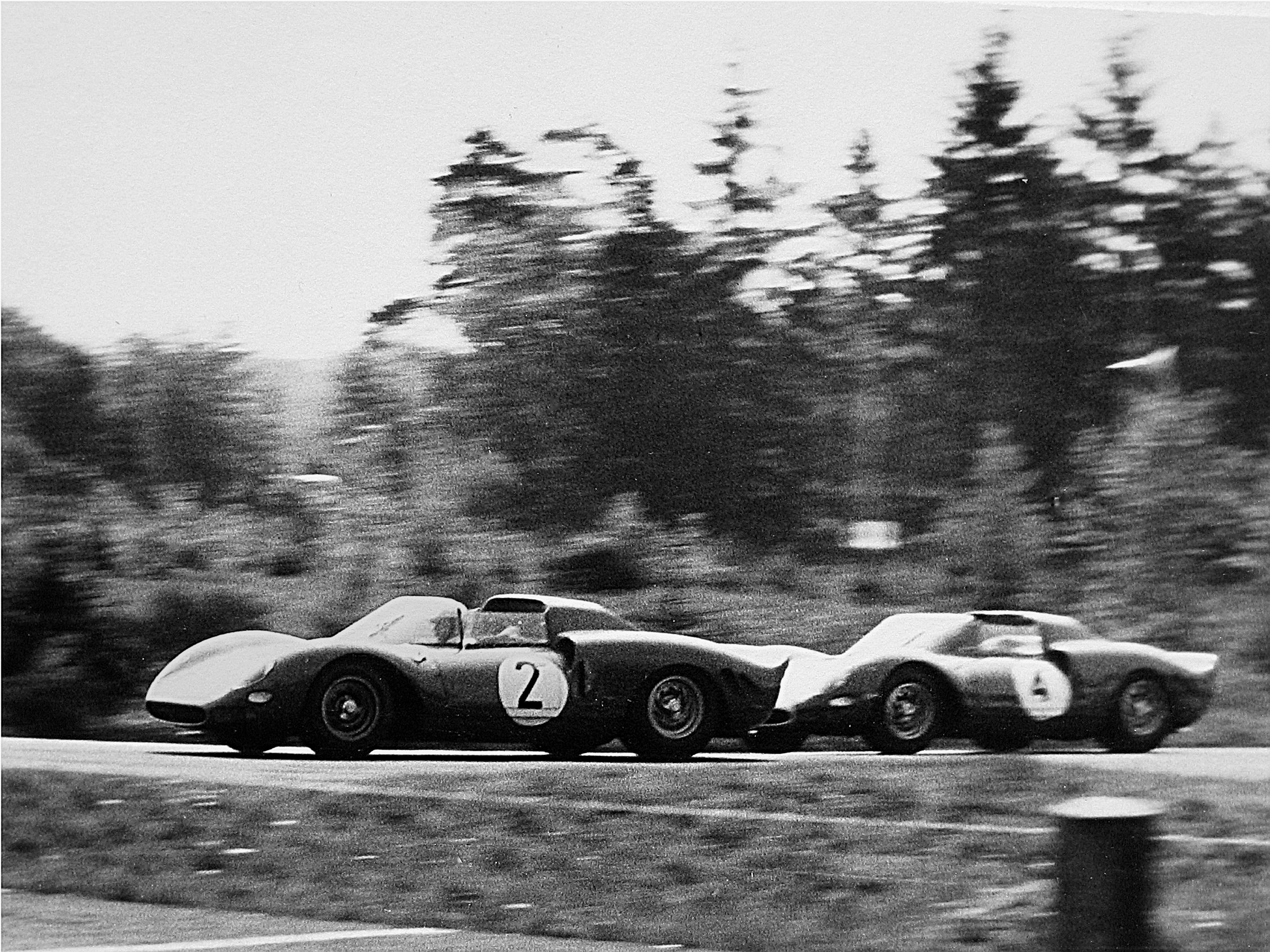
1965: Mike Parkes davanti a Graham Hill
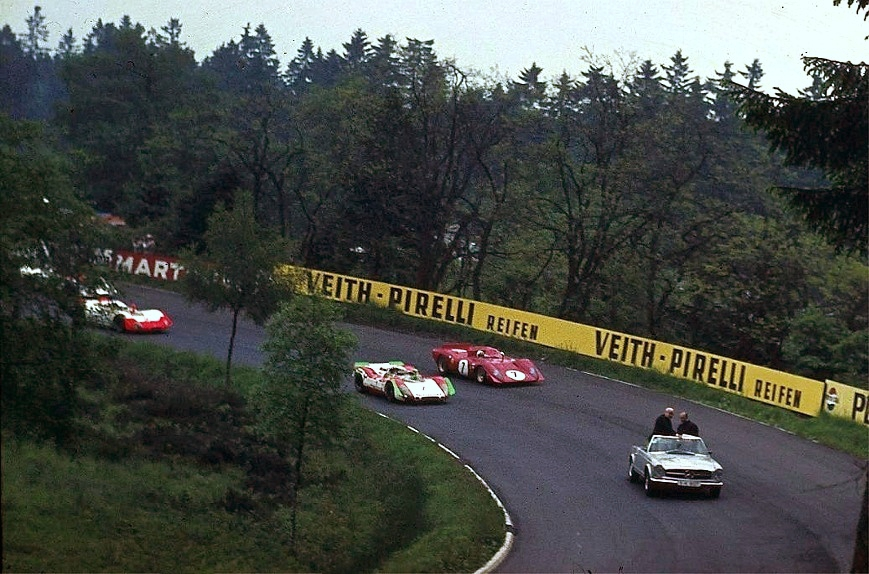
Indianapolisstart 1969
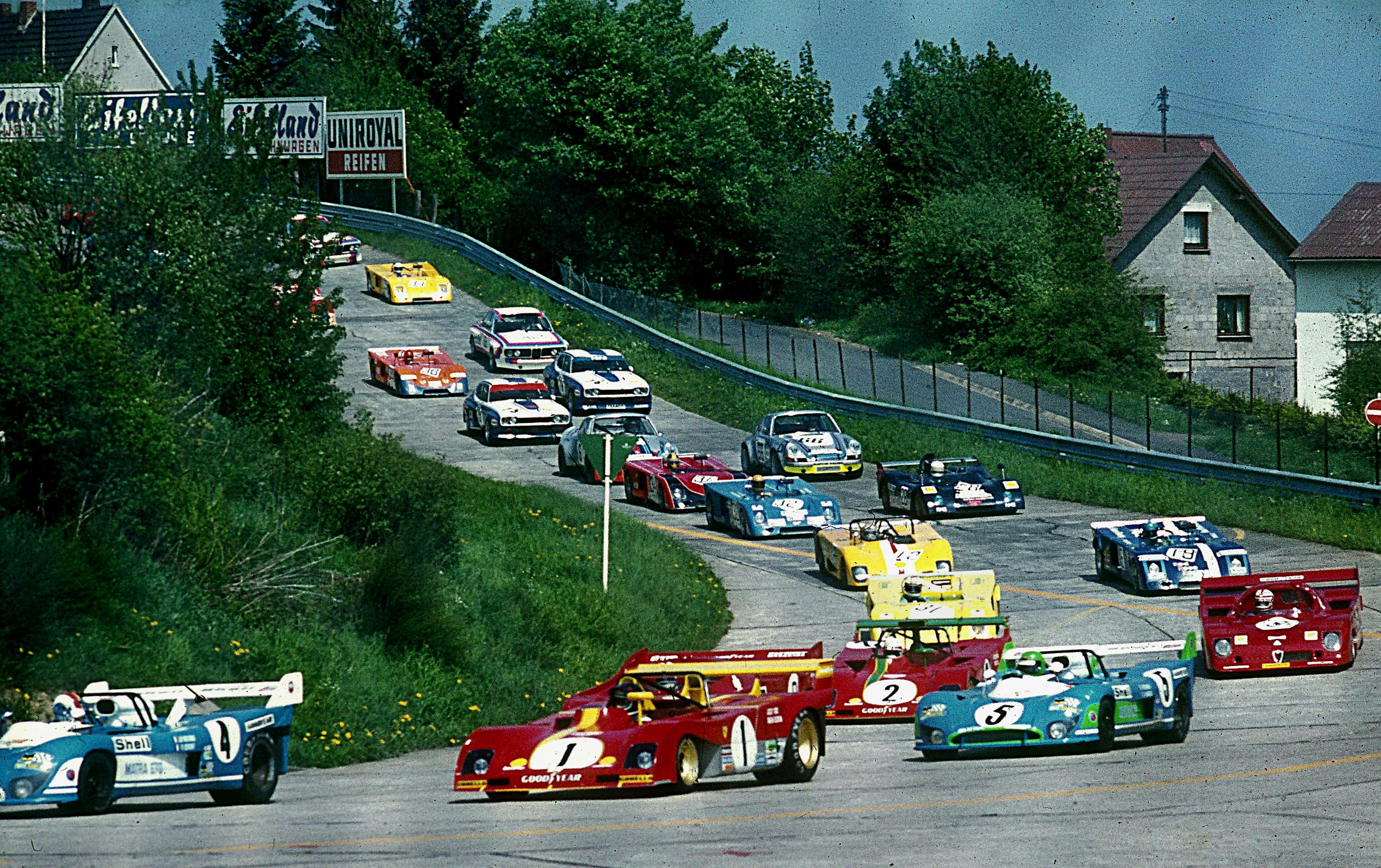
Partenza 1973
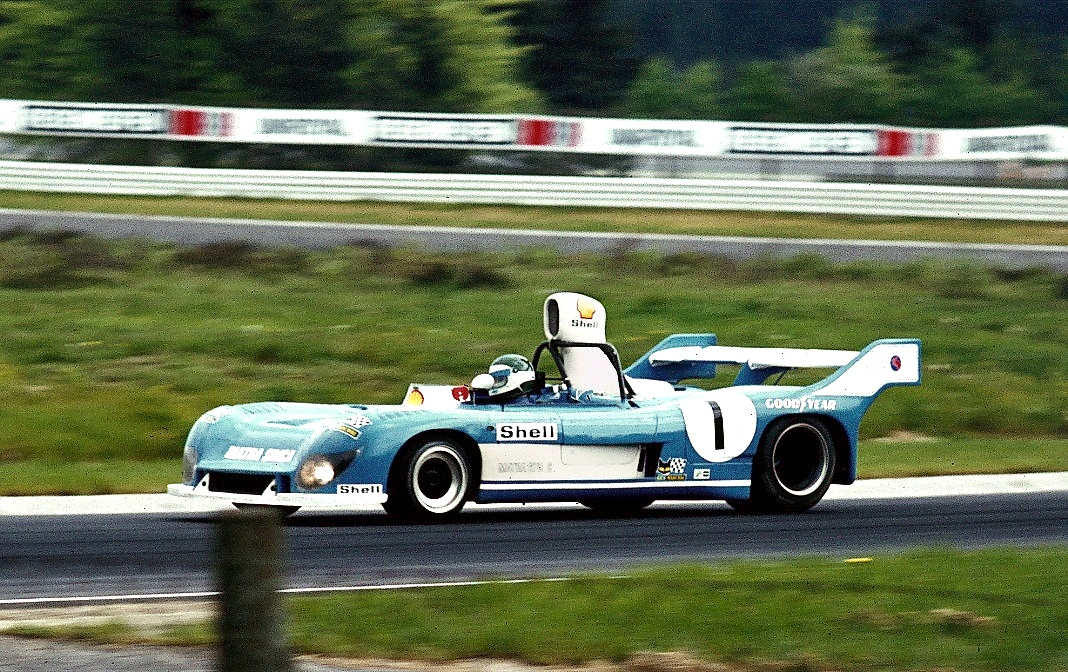
Jean-Pierre Jarier, vincitore 1974 su Matra Simca, assieme a Jean-Pierre Beltoise